# مجموعة إيون

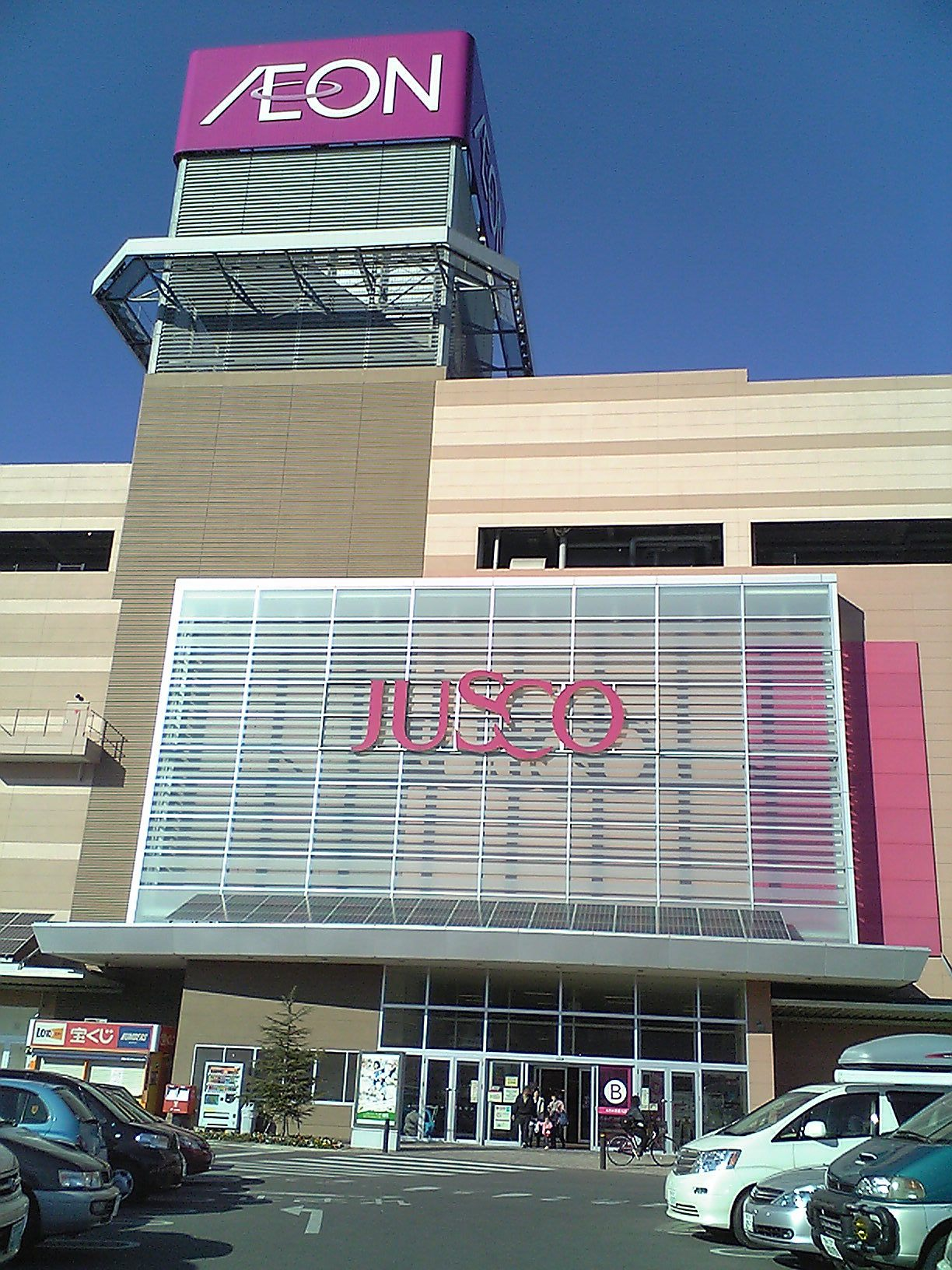

«مجموعة Æon» イオングループ|Ion Gurūpu}} هي مجموعة تجارية تختص بتجارة التجزئة والخدمات المالية. توجد مكاتب المجموعة في مدينة شيبا في اليابان. ولها شركات شقيقة في كل من بر الصين الرئيسي وهونغ كونغ وماليزيا، كما أنها تجري عمليات تجارية تحت اسم JUSCO. تدّعي هذه المجموعة أنها أكبر شركات تجارة التجزئة في اليابان من حيث المبيعات، لكنها فعلياً تحتل المرتبة الثانية من حيث المبيعات في اليابان بعد شركة سيفين أند آي القابضة حسب تصنيف شركات فورتون العالمية ال500؛ كما تحتل المرتبة العاشرة عالمياً في تجارة المواد الغذائية والدوائية.
عام 2011، بلغت عوائد الشركة حوالي 1.2 تريليون ين ياباني للعام السابق.

## التجارة العادلة
تبيع Aeon شوكولاتة ذات علامة تجارية خاصة هي «فير تريد» ضمن علاماتها التجارية عالية القيمة